# 勞利 (阿拉巴馬州)
勞利（英語：Lawley）是一個位於美國阿拉巴馬州比伯縣的非建制地區。該地的面積和人口皆未知。

## 地理
勞利的座標為32°51′34″N 86°57′04″W / 32.859444°N 86.95111°W，而該地最高點為海拔高度129米（即423英尺）。